# ГЕС Сілван
ГЕС Сілван – гідроелектростанція, що споруджується на південному сході Туреччини. Знаходячись після ГЕС Кулп 4 (12 МВт), становить нижній ступінь каскаду на річці Кулп-Чай, котра впадає праворуч у водосховище ГЕС Батман (створене на лівій притоці Тигру річці Батман-Чай).
В межах проекту річку одразу після впадіння її правої ритоки Сарім-Чай перекриють кам'яно-накидною греблею з бетонним облицюванням висотою 175 метрів та довжиною 440 метрів, яка потребуватиме 8,5 млн м3 матеріалу. На час будівництва вода відводитиметься за допомогою двох тунелів довжиною 1 км та 1,1 км з діаметрами 8 та 4 метри відповідно. Гребля утримуватиме водосховище, що витягнеться двома великими затоками по долинах Кулп-Чай та Сарім-Чай. Площа поверхні резервуару складатиме від 94 км2 до 174 км2 при об’ємі від 2200 млн м3 до 7309 млн м3 (корисний об’єм 5109 млн м3) та припустимому коливанню рівня у операційному режимі між позначками 790 та 820 метрів НРМ.
Через тунель довжиною 0,7 км з діаметром 7 метрів ресурс подаватиметься у пригреблевий машинний зал. Останній обладнають чотирма турбінами типу Френсіс потужністю по 40 МВт, які при напорі від 130 до 160 метрів повинні будуть забезпечувати виробництво 681 млн кВт-год електроенергії на рік. 
Окрім виробництва електроенергії комплекс забезпечуватиме зрошення 245 тисяч гектарів земель.
Будівництво станції відбувається в зоні конфлікту із курдськими повстанцями, через що супроводжується численними актами саботажу.